# Stictoleptura pallidipennis
Stictoleptura pallidipennis là một loài bọ cánh cứng trong họ Cerambycidae.